# Tzazó

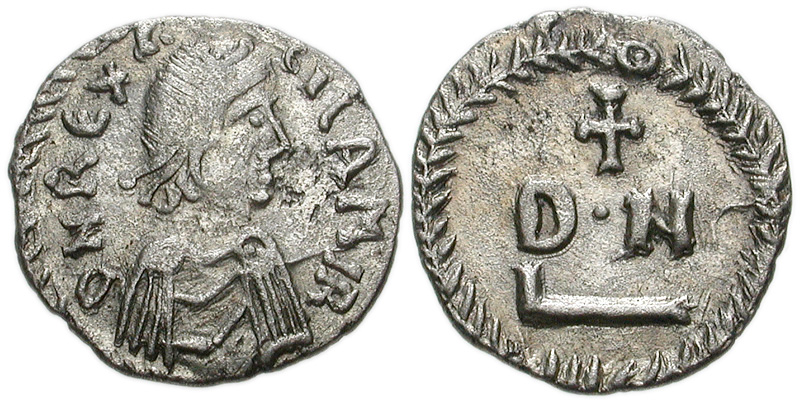
Denari encunyat en temps de Gelimer.

Tzazó o Zanó (en llatí Tzatzo, Tzatzon o Zanon) (circa 475 - 15 de desembre de 533) fill de Gelaris, net de Genzó i besnet de Genseric, era un noble vàndal germà del rei Gelimer (530 - 534), l'últim governant del regne dels Vàndals al nord d'Àfrica.
El seu germà el va enviar com a comandament militar a Sardenya per dominar la rebel·lió de Goddes a l'illa, que s'havia declarat independent probablement instigat per l'emperador Justinià I. El seu exèrcit era de 120 vaixells i uns milers d'homes. Va derrotar a Goddes i havia pres el control de l'illa quan el seu germà el va cridar urgentment a l'Àfrica per fer front als romans d'Orient que ja havien conquerit Cartago i l'havien derrotat en la batalla del Desè Mil·liari. Va arribar al desembre del 533, va desembarcar al nord d'Àfrica es va reunir amb Gelimer i van avançar a l'est cap a Cartago. Els vàndals van demolir l'aqüeducte que portava aigua a la ciutat.
Belisari, a les ordres de Justinià que volia recuperar Àfrica, intranquil de la lleialtat dels huns, els hèruls i altres bàrbars del seu exèrcit, no es va voler arriscar a un setge i va sortir a combatre. Va tenir lloc la batalla de Tricamàrum (Ticameron pels grecs) o Bulla en algunes fonts, el 15 de desembre del 533. La cavalleria grega va atacar les línies dels vàndals que van resistir; van repetir l'atac dues vegades més i a la tercera vegada les van trencar i Tzazó va morir davant del seu germà Gelimer, que va fugir, desanimat, a les muntanyes de Numídia. Finalment va comprendre la seva situació i es va rendir a Belisari.